# Johann Kräftner
Johann Kräftner (* 1951 in St. Pölten, Niederösterreich) ist ein österreichischer Ausstellungsgestalter und Museumsdirektor.

## Leben und Wirken
Kräftner studierte Architektur mit Schwerpunkt Kunstgeschichte und Denkmalpflege und wurde über das österreichische Bürgerhaus promoviert. Daneben arbeitete er schriftstellerisch und als Fotograf für die Kunstzeitschrift Parnass. 1998 übernahm er die Leitung des Instituts für künstlerische Gestaltung der TU Wien.
Seit 2004 kuratiert er die Fürstlichen Sammlungen des Hauses Liechtenstein, die 2004–2012 unter dem Namen Liechtenstein Museum in Wien (Gartenpalais Liechtenstein) ausgestellt wurden und auch die Fürstlichen Sammlungen Vaduz.

## Publikationen
- Das Oesterreichische Bürgerhaus: Typen und Elemente, mit einem Exkurs über das Bürgerhaus in der Architekturtheorie und Kunstliteratur des 16. bis 19. Jahrhunderts. Wien, 1986, OCLC 636727916 (Dissertation TU Wien 1986, 672 Seiten).
- Der architektonische Baum. Ein Buch über das Wechselspiel von Baum und Bauwerk in Landschaft, Park und Siedlung. Wien, München, Zürich, 1980, Molden Edition. ISBN 3-217-00979-7.